# Ituren
Ituren és un municipi de Navarra, pertanyent a la comarca de Malerreka dins la merindad de Pamplona. Limita amb Arantza al nord, Elgorriaga i Doneztebe a l'est, Oitz i Urrotz al sud, i Zubieta a l'oest.
Està format per la vila homònima, els barris d'Auritz i Lasaga units des de 1536, i de nombrosos caserius dispersos. Ho travessa el riu Ezcurra i aquesta dominat per la foresta Mendaur. Poble ramader i agricultor. Ituren es compenetra amb el seu veí Zubieta a l'hora de celebrar el carnaval que el Zanpantzar surt amb les seves esquelles i els seus hisops de crinera de cavall per a arruixar als dolents esperits.

## Evolució demogràfica
| 1860 | 1900 | 1950 | 1991 | 2006 |
| ---- | ---- | ---- | ---- | ---- |
| 692  | 638  | 533  | 479  | 481  |